# HMS Bramble (J11)
Pour les autres navires du même nom, voir HMS Bramble.
Le HMS Bramble (pennant number J11) est un dragueur de mines de la classe Halcyon construit pour la Royal Navy dans les années 1930 et utilisé pendant la Seconde Guerre mondiale

## Construction
Le Bramble est commandé le 1er août 1937 pour le chantier naval de HM Dockyard, Devonport de Plymouth en Angleterre. La pose de la quille est effectuée le 22 novembre 1937, le Bramble est lancé le 12 juillet 1938 et mis en service le 22 juin 1939.
Il est parrainé par la communauté civile de Aireborough dans le West Yorkshire, dans le cadre de la Warship Week (semaine des navires de guerre) en mars 1942.
La classe Halcyon est conçue pour remplacer la classe Hunt précédente et varie en taille et en propulsion en fonction de sa construction.
Après la fabrication des 5 premiers Halcyon, et ses 2 exemplaires d'une variante, le deuxième groupe de 14 navires dont fait partie ce navire est lancé avec comme principale modification sa propulsion. Ils déplacent 828 t à charge standard et 1 311 t à pleine charge. Les navires ont une longueur totale de 74,75 m comme la variante de la première série , un maître-bau de 10,21 m et un tirant d'eau de 2,7 m.
Ils sont propulsés par deux turbines à vapeur Parsons (alors que la première série possédait des machines à vapeur verticales compound ou triple expansion), chacun entraînant un arbre, utilisant la vapeur fournie par deux chaudières à trois cylindres Admiralty. Les moteurs produisent un total de 1 750 ch (2 370 kW) et donnent une vitesse maximale de 16 nœuds (29,6 km/h). Il transporte au maximum 247 t de mazout, ce qui lui donne un rayon d'action de 7 200 milles marins (13 300 km) à 10 nœuds (19 km/h). L'effectif du navire est composé de 80 officiers et hommes d'équipage.
Cette deuxième série de la classe Halcyon est armée de deux canons de marine de 4 pouces QF Mk V (102 mm) avec un montage HA Mk.III à angle élevé. Il est également équipé de huit mitrailleuses Lewis de .303 British (7,7 mm), ainsi d'un support quadruple pour les mitrailleuses Vickers de 12,7 mm est rajouté. Plus tard, dans sa carrière, il est rajouté jusqu'à quatre supports simples ou doubles pour les canons antiaérien Oerlikon de 20 mm. Pour le travail d'escorte, son équipement de dragage de mines pouvait être échangé contre environ 40 charges de profondeur.

## Histoire
Mis en service le 22 juin 1939, et après des essais en mer en juillet 1939, le Bramble est affecté à la 1re flottille de déminage dans le port de Portland, naviguant avec la flottille vers Scapa Flow en août. Il sert de dragueur de mines en mer du Nord jusqu'en février 1941, date à laquelle il est transféré à Harwich pour des opérations dans l'estuaire de la Tamise.
En avril 1941, le Bramble est muté au Western Approaches Command pour le service d'escorte du convoi atlantique et rattaché au 3rd Escort Group (3ème groupe d'escorte) avec ses navires-jumeaux (sister ship) Hazard (J02), Britomart (J22) et Hebe (J24). En octobre, le Bramble est détaché pour servir dans les convois de l'Arctique et rejoint le convoi PQ 2 de 6 navires avec les Seagull (J85) et Speedy (J17) naviguant vers Arkhangelsk, où il continue à exercer des fonctions locales de déminage et de patrouille, ainsi qu'à escorter des convois entrants et sortants.
Avec l'escorte du convoi QP 6 de six navires avec le Hebe, le Bramble retourne au Royaume-Uni en janvier 1942 pour être réaménagé dans un chantier privé à Sunderland. Le Bramble reprend le service de convoi en avril, retournant en Russie avec le convoi PQ 15. Il y sert jusqu'en octobre, date à laquelle il retourne au Royaume-Uni pour être réparé dans un chantier naval à Humber.
Le 22 décembre 1942, le Bramble navigue avec le convoi JW 51B depuis le Loch Ewe. Le convoi est aperçu par le sous-marin allemand U-354 le 30, et les croiseurs allemands Admiral Hipper et Lützow, accompagnés de six destroyers, quittent Altenfjord pour les intercepter dans le cadre de l'opération Regenbogen, conduisant à la bataille de la mer de Barents.
Le 31 décembre, le Bramble, détaché pour rechercher des traînards, retourne dans le convoi lorsqu'il rencontre l’Admiral Hipper et trois destroyers. L’Admiral Hipper ouvre rapidement le feu avec ses canons de 8 pouces (204 mm). Le Bramble riposte, mais est submergé et finalement coulé par le destroyer Friedrich Eckoldt à la position géographique de 73° 18′ N, 30° 06′ E. Tout l'équipage, composé de 8 officiers et 113 hommes d'équipage, meurt dans cette attaque.

### Honneurs de bataille
- ARCTIC 1941-42

### Participation auxconvois
Le Bramble a navigué avec les convois suivants au cours de sa carrière :
1. Convoi HX 125A
2. Convoi JW 51B
3. Convoi OB 312
4. Convoi OB 328
5. Convoi PQ 2
6. Convoi PQ 3
7. Convoi PQ 5
8. Convoi PQ 15
9. Convoi PQ 16
10. Convoi QP 2
11. Convoi QP 3
12. Convoi QP 4
13. Convoi QP 6
14. Convoi QP 12
15. Convoi QP 13
16. Convoi QP 14
17. Convoi SC 28
18. Convoi SC 32

### Commandement
- Captain (Capt.) Robert Oliver Fitzroy (RN) du 22 août 1939 au 27 mars 1940
- Captain (Capt.) Markham Henry Evelegh (RN) du 27 mars 1940 au 30 juin 1941
- Lieutenant Commander (Lt.Cdr.) John Cecil Benson (RNVR) du 30 juin 1941 au 22 juillet 1941
- Captain (Capt.) John Harvey Forbes Crombie (RN) du 22 juillet 1941 au 15 novembre 1942
- Commander (Cdr.) Henry Thew Rust (RN) du 15 novembre 1942 au 31 décembre 1942